# Ceratognathus tasmanus
Ceratognathus tasmanus es una especie de coleóptero de la familia Lucanidae.

## Distribución geográfica
Habita en Tasmania (Australia).